# KDELR3
KDELR3 (англ. KDEL endoplasmic reticulum protein retention receptor 3) – білок, який кодується однойменним геном, розташованим у людей на короткому плечі 22-ї хромосоми. Довжина поліпептидного ланцюга білка становить 214 амінокислот, а молекулярна маса — 25 027.
| 10         |  | 20         |  | 30         |  | 40         |  | 50         |
| ---------- |  | ---------- |  | ---------- |  | ---------- |  | ---------- |
| MNVFRILGDL |  | SHLLAMILLL |  | GKIWRSKCCK |  | GISGKSQILF |  | ALVFTTRYLD |
| LFTNFISIYN |  | TVMKVVFLLC |  | AYVTVYMIYG |  | KFRKTFDSEN |  | DTFRLEFLLV |
| PVIGLSFLEN |  | YSFTLLEILW |  | TFSIYLESVA |  | ILPQLFMISK |  | TGEAETITTH |
| YLFFLGLYRA |  | LYLANWIRRY |  | QTENFYDQIA |  | VVSGVVQTIF |  | YCDFFYLYVT |
| KVLKGKKLSL |  | PMPI       |  |            |  |            |  |            |

A: Аланін

C: Цистеїн

D: Аспарагінова кислота

E: Глутамінова кислота

F: Фенілаланін

G: Гліцин

H: Гістидин

I: Ізолейцин

K: Лізин

L: Лейцин

M: Метіонін

N: Аспарагін

P: Пролін

Q: Глутамін

R: Аргінін

S: Серин

T: Треонін

V: Валін

W: Триптофан

Кодований геном білок за функцією належить до рецепторів. 
Задіяний у таких біологічних процесах, як транспорт, транспорт білків, транспорт між ендоплазматичним ретикулумом і апаратом Гольджі, альтернативний сплайсинг. 
Локалізований у мембрані, ендоплазматичному ретикулумі.